# 2019年6月中國大陸

## 6月3日
- 六四事件30周年前夕，首都北京保安加强，北京地铁木樨地站部分出入口暂时关闭[1]。
- 外交部和中国驻美国使领馆提醒赴美中国公民和在美中资机构提高安全意识，注意！加强防范[2]。
- 中美贸易战开展以来，中国赴美留学人员出现签证审查周期延长、有效期缩短以及拒签率上升的情况。有鉴于此，中国教育部对赴美留学发出预警，提醒中国学生学者赴美留学前做好相应准备[3][4]。

## 6月4日
- 前河南省尉氏县人大代表赵志勇因强奸罪而被执行死刑[5]。

## 6月9日
- 中午，中國應急管理部消防救援局官方微博「中國消防」發布一網民批評當局消防體制三條微博的截圖，指其「污言連篇，侮辱英烈！網絡從來不是法外之地！ 」其後深圳公安局網絡監察官方微博「深圳網警」，在轉發中稱已逮捕該網民，有多名對深圳網警不滿的網友轉發，質疑其未有保障憲法賦予的公民權利[6]。

## 6月10日
- 北京文化投资发展集团公司总经理、《新京报》原社长戴自更因涉嫌严重违纪违法，接受纪律审查和监察调查[7]。

## 6月11日
- 6月10日、11日，北京师范大学珠海分校数千名家长与学生在校园发起游行示威，抗议学校停办。[8]。見北京师范大学珠海分校停办事件。

## 6月12日
- 因应《上海市生活垃圾管理条例》即将于2019年7月1日实施，上海市绿化市容局发布《上海市生活垃圾分类投放指南》，但部分市民仍然认为相关分类标准存在不明确之处[9]。

## 6月15日
- 郑州市一酒店房间和深圳市一品牌服装店试衣间在同一天内相继被曝出藏有针孔摄像头[10][11]。

## 6月16日
- 中共中央政治局常委、全国政协主席汪洋在厦门出席第十一届海峡论坛并致辞[12][13]。

## 6月17日
- 四川省宜宾市长宁县发生强烈地震，震中位于东经104.90度，北纬28.34度，震级为6.0级，震源深度约为16千米[14][15]。

## 6月20日
- 湖南省怀化市新晃侗族自治县县委宣传部称该县公安局已查获2003年发生的新晃一中操场埋尸案线索，当天在新晃一中操场内挖出一具尸骸[16]，该尸骸后被证实为新晃一中前任教师邓世平[17]。

## 6月22日
- 辽宁省一名29岁女子6月22日凌晨1时许在大连市甘井子区回家途中被一男子当街殴打拖行，导致该女子脸部软组织挫伤，相关视频6月24日在网络流传，多地警方为此介入调查，大连市公安局6月25日确认案发地点为大连[18][19]，6月25日晚22时许将嫌疑人抓获[20]。
- 四川宜宾市珙县发生5.4级地震，该地震为此前长宁地震的余震。

## 6月23日
- 中国首条下穿黄河的轨道交通线路兰州地铁1号线开通运营[21]。

## 6月24日
- 杭州地铁5号线首通段开通试运营[22]。

## 6月26日
- 人民网联合腾讯、网易、完美世界等游戏企业共同发起《游戏适龄提示草案》，但该草案被指过于严苛[23]。
- 国务院国资委官方微博发布在建白鹤滩水电站的宣传视频，有网友评论吐槽中国电费贵，微博编辑附上中国与其他国家电价对比图，并讽刺“建议移民”，其他官微更纷纷转发[24]。

## 6月27日
- 贵州省公安厅发布通报，否认贵州省毕节和凯里两市有大量幼童被性侵的报道，指部分报道图片系盗用[25]，并声称经过与天津警方合作逮捕了爆料者。民众指警方的调查缺乏公信力，而据指证，3年前类似案件的资讯也曾被封锁[26]。
- 天津市西青区天津南站附近铁路高架桥下起火，导致京沪高速铁路多班列车晚点，当天途经天津南站的列车全数不停站通过[27]。

## 6月28日
- 江苏省扬州市杭集镇拆迁户韦刚驾车反抗暴力强拆，引致2死8伤的案件在扬州市中级人民法院开审，当局调集数百警察在法院维稳，并禁止亲属和民众旁听。庭审进行2个小时匆匆结束，也没有当庭宣判[28]。
- 乌鲁木齐地铁1号线全线开通。

## 6月29日
- 因应中华人民共和国建国七十周年，国家主席习近平根据全国人民代表大会常务委员会的决定签署并发布特赦令，对2019年1月1日前人民法院作出的生效判决正在服刑的九类对象实行特赦。[29]

## 6月30日
- 北京大兴国际机场主要工程项目如期顺利竣工。[30]
- 南昌地铁2号线后通段开通[31]。